# Mahinda III
Mahinda III (Dhammika Silamegha) fou rei d'Anuradhapura (Sri Lanka) del 812 al 816, fill i successor de Dappula II. Era un home religiós i ben plantat.
El Mahavansa diu que en el aspecte religiós no va fer tant com els seis antecessors immediats. Tot i així diversos edificis religiosos foren renovats.
Va morir al cap de quatre anys de regnat i el va succeir el seu germà Aggabodhi VIII.